# Bonifatius van Tarsus
De ijsheilige Bonifatius was een Romeins burger, die in 307 de marteldood stierf tijdens de christenvervolgingen onder keizer Diocletianus. Zijn naamdag is 14 mei.
Over het leven van Bonifatius is weinig bekend. Hij werd geboren in Rome in de derde eeuw. Hij zou ooit samen hebben geleefd met de rijke Romeinse vrouw Aglae. Nadat zij was overgegaan tot het christendom, moest Bonifatius van haar naar Tarsus (Turkije).
Hij kreeg de opdracht om de relieken van martelaren terug naar Rome te brengen. Hij bemerkte dat in Tarsus vele christenen de dood vonden door de christenvervolging.
Bonifatius ging openlijk tot het christendom over en werd door de soldaten van de keizer gevangengezet en gefolterd en op 14 mei 307 stierf hij de marteldood nadat hij in gloeiende pek was geworpen.
Zijn lichamelijke resten werden door zijn metgezellen naar Aglae teruggebracht als relieken van een martelaar. Later werden ze overgebracht naar de basiliek van Santi Bonifacio e Alessio te Rome.
Samen met de heiligen Servatius, Pancratius en Mamertus behoort Bonifatius tot de ijsheiligen. Vanaf 1969 is zijn verering niet langer verplicht.
Mamertus (11 mei) · Pancratius (12 mei) · Servaas (13 mei) · Bonifatius (14 mei) · niet altijd meegerekend: Sophia (15 mei)